# Вергон
Верго́н (фр. Vergons, окс. Vergons) — коммуна во Франции, находится в регионе Прованс — Альпы — Лазурный Берег. Департамент коммуны — Альпы Верхнего Прованса. Входит в состав кантона Анно. Округ коммуны — Кастелан.
Код INSEE коммуны — 04236.

## Население
Население коммуны на 2008 год составляло 125 человек.
| 1962 | 1968 | 1975 | 1982 | 1990 | 1999 | 2008 |
| ---- | ---- | ---- | ---- | ---- | ---- | ---- |
| 88   | 95   | 72   | 80   | 108  | 108  | 125  |

## Экономика
В 2007 году среди 68 человек в трудоспособном возрасте (15—64 лет) 43 были экономически активными, 25 — неактивными (показатель активности — 63,2 %, в 1999 году было 59,7 %). Из 43 активных работали 38 человек (20 мужчин и 18 женщин), безработных было 5 (2 мужчин и 3 женщины). Среди 25 неактивных 2 человека были учениками или студентами, 17 — пенсионерами, 6 были неактивны по другим причинам.

## Достопримечательности
- Часовня Нотр-Дам-де-Вальвер (в настоящее время кладбищенская часовня)
- Приходская церковь Успения Божьей Матери, восстановлена в 1897 году в готическом стиле, один из колоколов датируется 1483 годом, а другой — 1779 годом
- Приходская церковь Икль (1855 год)
- Часовня Нотр-Дам в романском стиле (XVII век)
- Ораторий Нотр-Дам

## Фотогалерея

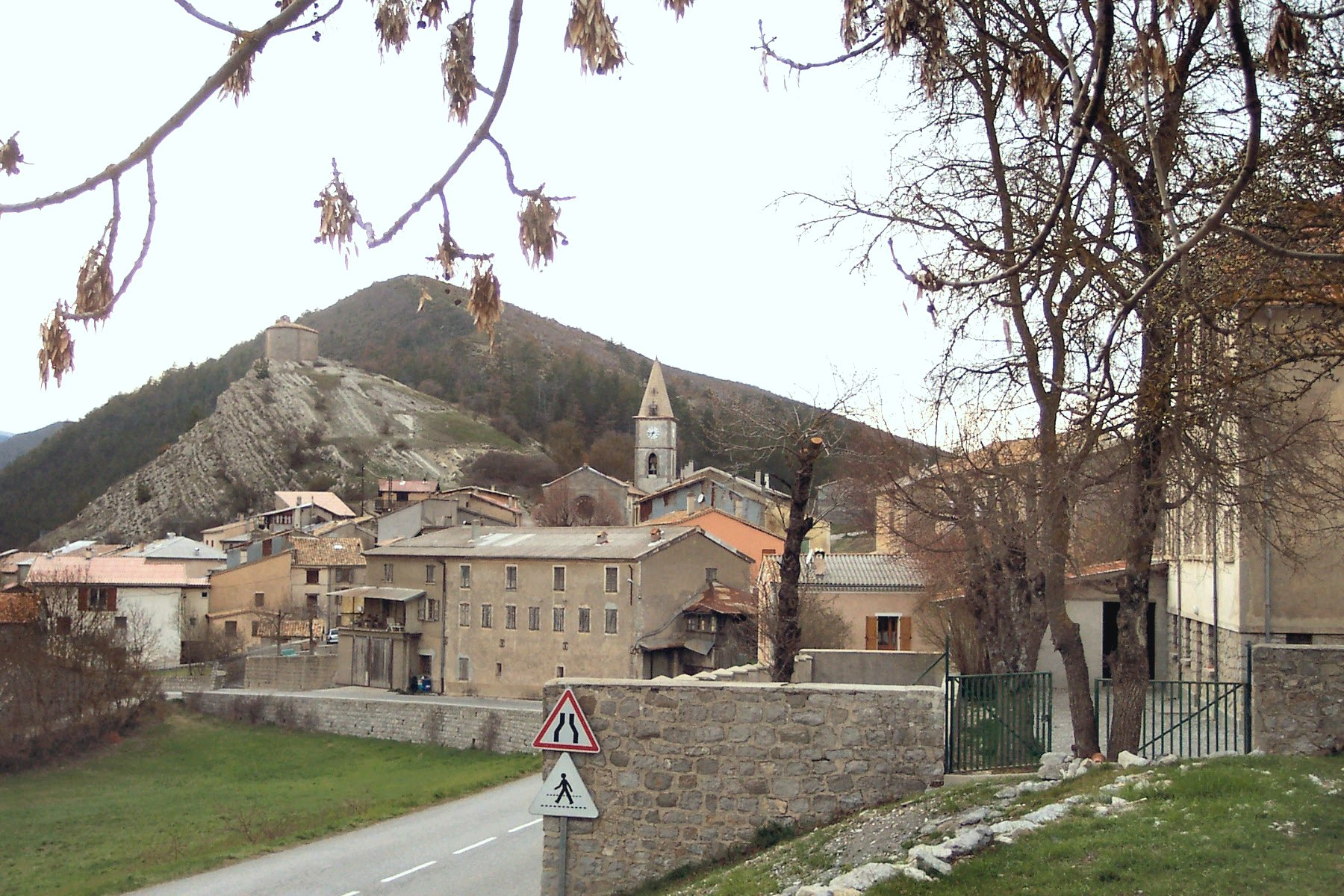
Вергон
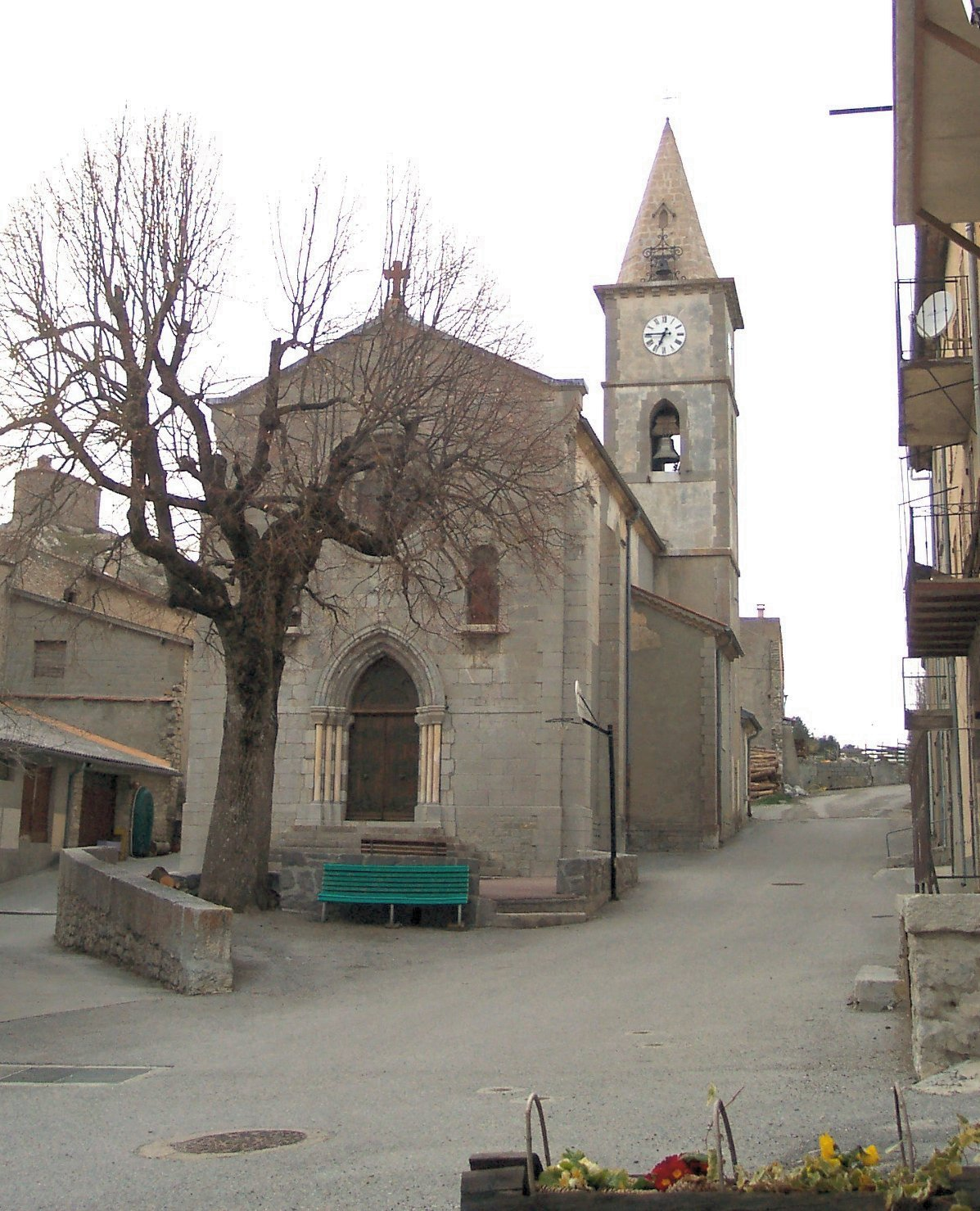
Приходская церковь